# The Heat (película)
The Heat –titulada Cuerpos especiales en España, Armadas y peligrosas en Hispanoamérica– es una comedia estadounidense filmada en Boston. Dirigida por Paul Feig, está protagonizada por Sandra Bullock y Melissa McCarthy. 
La película fue producida por Chernin Entertainment y estrenada el 28 de junio de 2013 en Norteamérica por 20th Century Fox. El argumento se centra en una agente del FBI, Sarah Ashburn, que es enviada a Boston para resolver un caso, donde tendrá que formar equipo con una malhablada y violenta agente de la policía local, Shannon Mullins. Ambas se verán forzadas a trabajar en equipo para atrapar a un peligroso líder del narcotráfico, dando lugar al nacimiento de una amistad entre ellas.
El rodaje tuvo lugar durante dos meses, entre julio y septiembre de 2012. La película recibió comentarios positivos por parte de la crítica, destacando la química entre las dos protagonistas, a pesar de la previsibilidad del guion. Fue un éxito de taquilla al recaudar casi $230 millones de USD tras su exhibición mundial, habiendo contado con un presupuesto de $43 millones. Es la comedia que más dinero acumuló durante el año 2013 en Estados Unidos y Canadá.

## Argumento
La agente del FBI Sarah Ashburn es una hábil y eficaz investigadora, pero es despreciada por sus compañeros por su arrogancia y actitud condescendiente. Hale, jefe de Ashburn en la oficina de la policía de Nueva York, que además está siendo ascendido, envía a la agente a Boston para investigar a un capo de la droga llamado Simon Larkin, con la promesa de ser considerada para reemplazarle si demuestra que es capaz de trabajar en equipo. Una vez en Boston, se le asigna como compañera a Shannon Mullins, una agente rebelde y malhablada del departamento de policía de Boston. La filosofía de Ashburn de seguir siempre las normas establecidas choca con el violento estilo de Mullins a la hora de resolver los casos. Mullins descubre los detalles del caso de Larkin robando el expediente de Ashburn, e insiste en ayudarla. Finalmente Ashburn acepta a regañadientes, al darse cuenta de que necesita los conocimientos de la zona que tiene Mullins.
Ambas agentes de la ley siguen al propietario de un club nocturno y consiguen implantarle un localizador en su teléfono móvil. Al salir del club se enfrentan a dos agentes de la DEA, Craig y Adam, que han estado trabajando durante meses en el caso de Larkin y se preocupan porque su trabajo se pueda ver comprometido. Al ver al propietario del club en una de las pantallas que los agentes de la DEA llevan en su camioneta Ashburn descubre que el hermano de Mullins salió de la cárcel, después de que ella misma lo enviara a prisión, y que puede estar relacionado con la organización de Larkin. Ashburn convence a Mullins para ir a casa de sus padres y pedir a Jason información sobre Larkin. Al llegar a casa es evidente que sus padres y sus hermanos aún albergan un profundo resentimiento contra Mullins, tras haber participado en el encarcelamiento de Jason. Sin embargo, Jason, no siente rencor hacia su hermana y le da unas pistas sobre cómo encontrar el cadáver de un traficante de droga escondido en un coche abandonado. Tras examinar el cuerpo, los productos químicos encontrados en los zapatos de la víctima llevan a Ashbrun y Mullins a una fábrica de pintura abandonada, donde son testigos de un asesinato, llevado a cabo por un miembro de la organización de Larkin, llamado Julián. Ambas agentes atrapan al asesino para interrogarle y conocer el paradero de Larkin, pero no consiguen ninguna información.
La pareja se pasa la noche en un bar, bebiendo y riendo. Después de una noche de borrachera Ashburn se despierta y se da cuenta de que ha entregado las llaves de su coche a uno de los clientes del bar. Después de rogar que se las devolvieran, Ashburn presencia junto a Mullins la explosión de su coche al ser arrancado. Durante la investigación de la explosión descubren que Julián ha escapado y que pretende hacer daño a la familia de Mullins. Tras saberlo la agente traslada a su familia a un hotel, pero se entera de que Jason se ha unido a la organización de Larkin. Su hermano le avisa de que hay un barco que transporta un cargamento de droga que atracará en el puerto de Boston, pero al llegar allí sólo se encuentran con un crucero de placer y se dan cuenta de que Larkin ha engañado a Jason. Sabiendo que él informó a al FBI sobre el supuesto barco, Larkin intenta asesinar a Jason, dejándole en estado de coma.
Mullins promete llevar al atacante de su hermano ante la justicia. Ashburn y Mullins se enteran de la existencia de un almacén en el que Larkin lleva a cabo sus operaciones. Después de equiparse con el extenso arsenal de armas de Mullins, se infiltran en el almacén. A pesar de acabar con varios de los hombres de Larkin lanzando una granada de mano, son capturadas por Julián, que amenaza con torturarlas. Larkin llama a Julián desde la distancia, pero antes de abandonar la habitación apuñala a Ashburn en la pierna con uno de sus cuchillos. Mullins extrae el cuchillo de la pierna de su compañera y lo usa para cortar las cuerdas que atan sus manos. Antes de poder liberarse a sí misma son descubiertas por Craig y Adam. Craig comienza a desatar a las dos agentes, pero es asesinado por Adam. Ambas deducen que Adam es en realidad Larkin, tras haber estado trabajando meses en su propio caso desde dentro de la DEA. Julián vuelve de nuevo a la habitación y recibe órdenes de Larkin de matar a ambas agentes mientras él se dirige al hospital para asesinar a Jason. Finalmente consiguen escapar y se dirigen rápidamente al hospital para salvar al hermano de Mullins.
A su llegada, Mullins se apresura en encontrar a Jason. Ashburn no puede actuar con rapidez debido a la herida que tiene en su pierna. Mullins llega a la habitación y sorprende a Larkin al lado de la cama con una jeringuilla, con la intención de inyectar aire en las venas de Jason y provocarle una embolia. Mullins deja caer su arma al suelo, tratando de salvar la vida de su hermano. Ashburn ha conseguido arrastrarse hasta la habitación, y al entrar dispara a Larkin en los genitales. Una vez Larkin está en prisión, Ashburn pide quedarse en la policía de Boston tras haber desarrollado una fuerte amistad con Mullins. Jason se recupera del coma. Mullins es condecorada por parte de la policía de Boston, recibiendo el apoyo de su familia, una vez reconciliados. Ashburn recibe una llamada de Mullins en la que le dice que tiene un regalo que entregarle, demostrando la fuerte amistad que le une a ella.

## Reparto
- Sandra Bullock como Sarah Ashburn, una estirada agente del FBI cuyo jefe envía a Boston para trabajar con Mullins.
- Melissa McCarthy como Shannon Mullins, una malhablada y violenta agente de la policía de Boston que se verá obligada a trabajar con Ashburn.
- Demian Bichir como Hale, el jefe de Ashburn.
- Marlon Wayans como Levy, un policía que colaborará con Ashburn y Mullins en la resolución del caso.
- Michael Rapaport como Jason Mullins, hermano de Shannon.
- Jane Curtin como Mrs. Mullins, la madre de Shannon y Jason.
- Spoken Reasons como Rojas, un traficante de drogas.
- Brandon Richardson como Derrick, un obreiro de fábrica
- Dan Bakkedahl como Craig, el agente albino de la DEA.
- Taran Killan como Adam/Simon Larkin
- Michael McDonald como Julián, un asesino que forma parte de la organización de Larkin.
- Thomas F. Wilson como el Capitán Woods, el jefe de Mullins.
- Kaitlin Olson como Tatiana Kamula, ayudante de Larkin.
- Joey McIntyre como Peter Mullins, hermano de Shannon y Jason.
- Michael Tucci como Mr. Mullins, padre de los Mullins.
- Bill Burr como Mark Mullins, hermano de los Mullins.
- Nathan Corddry como Michael Mullins, hermano de los Mullins.
- Jessica Chaffin como Gina, novia de uno de los hermanos.
- Luis Da Silva Jr. como Drogadicto.

## Producción

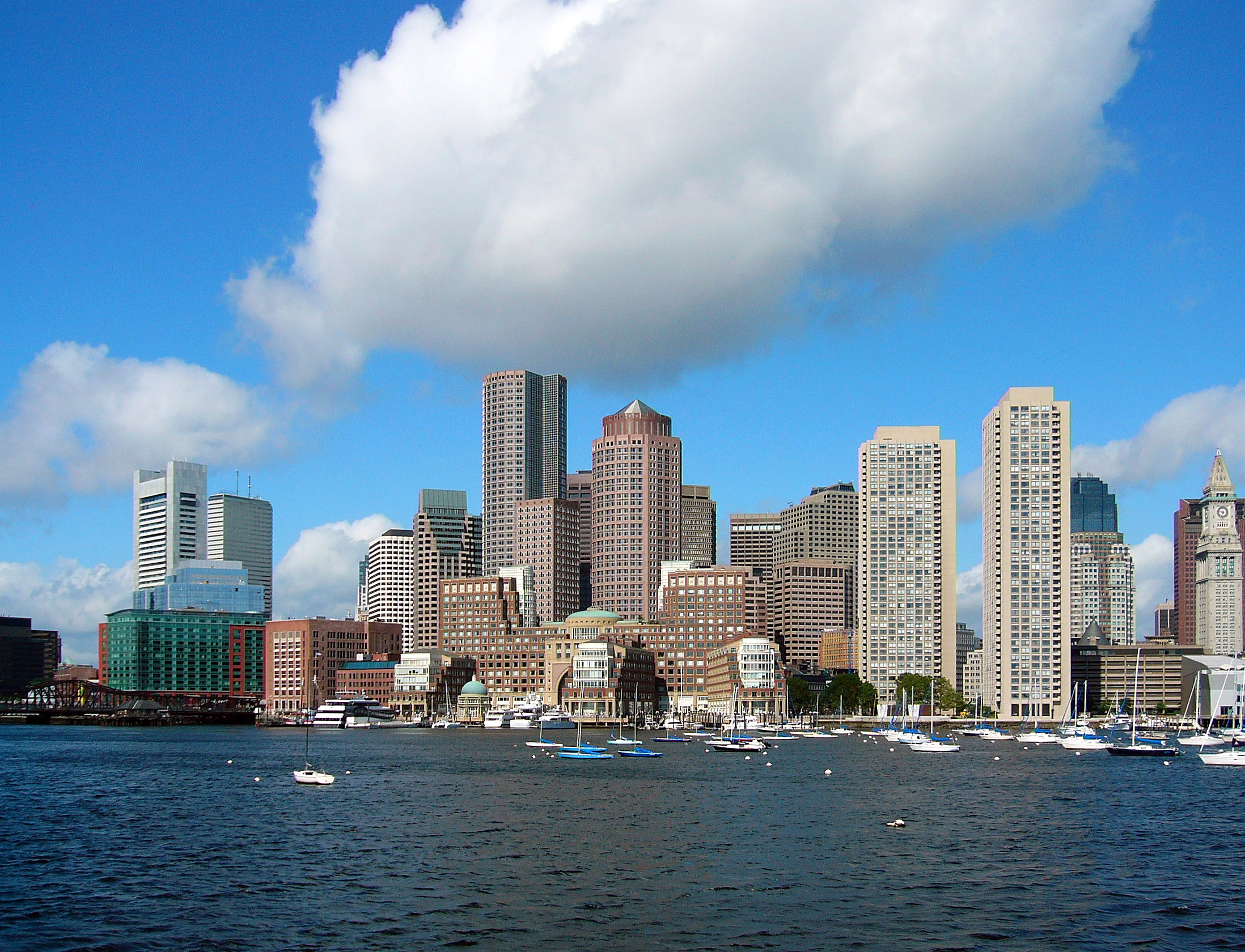
La película fue rodada íntegramente en Boston, Massachusetts, Estados Unidos.

El guion de The Heat es el debut de Katie Dippold para la gran pantalla. Escribió el guion mientras cumplía con sus obligaciones como guionista de la serie de televisión Parks and Recreation y finalmente lo vendió a Peter Chernin por $600.000 dólares, antes incluso de ser presentado a posibles compradores. Se inspiró en el género de la comedia de policías –buddy cop movie, en inglés-, teniendo como referencias Running Scared (1986) o Lethal Weapon (1987), pero con el propósito de que los protagonistas fueran mujeres. Dippold explicó: «en Running Scared iban al Caribe y había una escena con ellos montados en scooters, y una chica guapa siempre detrás. Yo no quiero ser la chica que está siempre sentada en la parte trasera de la moto, quiero ser el increíble policía que hace todas estas cosas».
A pesar del éxito de Bridesmaids (2011) —-también protagonizada por McCarthy y dirigida por Feig—- los ejecutivos de los estudios no estaban seguros de las posibilidades que tendría una cinta de acción protagonizada por mujeres. «Había personas que tenían sospechas de que las chicas no iban a querer ver una película de policías y de que los chicos fueran a querer ver a mujeres sosteniendo pistolas, habiendo agotado nuestra potencial audiencia», dijo la productora Jenno Topping. «Pero nosotros realmente creíamos, al final del día, que no era tanto sobre el género sino sobre una valiente comedia de acción, con un poco de corazón».
El 19 de mayo de 2012 el director Paul Feig y las actrices Sandra Bullock y Melissa McCarthy firmaron para participar en la película, después de negociar y solucionar los conflictos de salario y agenda. Bullock y McCarthy cobraron $10 y $2 millones, respectivamente, por su intervención. En ese momento la producción carecía de título, llamándose provisionalmente Untitled Female Buddy Cop Movie. El 28 de junio se hizo público que el youtuber Spoken Reasons se unía al reparto, asimismo el 30 de julio se comunicó que el mexicano, candidato al premio Óscar, Demian Bichir se unía al elenco.
El rodaje comenzó el 5 de julio de 2012 en Dudley Square, Boston, Massachusetts. El resto de la filmación tuvo lugar íntegramente en dicha ciudad. Durante el rodaje de la película un autobús urbano de la ciudad de Boston perdió el control y chocó contra un tráiler del set. No hubo víctimas mortales y se estima que unas once personas tuvieron que ser trasladadas al hospital. Sandra Bullock casi muere tras sufrir un percance durante la grabación de una escena en la que tenía que introducirse un cacahuete por la nariz. El estreno estaba planificado para el 5 de abril de 2013, pero 20th Century Fox retrasó el estreno al 28 de junio ya que las reacciones de la audiencia en los pases previos habían sido positivas, y decidió que el film tendría más posibilidades de éxito con un lanzamiento en la temporada estival. La premier tuvo lugar en Nueva York el 23 de junio de 2013 en el Ziegfeld Theatre.
Dentro de la campaña publicitaria, el film se presentó en la ComicCon de Las Vegas, Nevada, donde las protagonistas declararon que: «saltaron fuegos artificiales cuando nos conocimos». Por otro lado, Bullock y Feig acudieron a la presentación del film fuera de las fronteras estadounidenses, viajando a Londres -Reino Unido-, Berlín -Alemania- y Sídney -Australia-. El director de la película organizó una presentación en Boston, como muestra de apoyo a la ciudad tras el atentado ocurrido durante la maratón de 2013. Declaró que: «The Heat es una carta de amor a Boston». El póster diseñado para el Reino Unido fue objeto de polémica, ya que se había utilizado demasiado photoshop sobre el rostro de Melissa McCarthy. Al ser preguntada por este hecho la actriz manifestó: «ha sido mi marido».

## Recepción

### Taquilla
The Heat fue estrenada el 28 de junio de 2013 en América del Norte. Durante su primer día de exhibición en cines sumó $13.7 millones convirtiéndose en la segunda opción más vista de la jornada. Proyectada en 3.181 salas la recaudación en su primer fin de semana fue de $39.1 millones, quedando por detrás de Monsters University y por delante de World War Z y White House Down. Según una encuesta realizada a la salida de los cines se determinó que el 65 % de la audiencia fue femenina y el 67 % mayor de veinticinco años. En el momento de su estreno fue la película más taquillera de la carrera de Sandra Bullock durante el fin de semana de apertura. Acumuló más de $159 millones en Estados Unidos y Canadá. El presupuesto invertido en la producción fue de $43 millones.
La cinta fue estrenada en Australia el 11 de julio de 2013 ocupando la primera posición del ranking con $3.5 millones. En el Reino Unido se estrenó el 2 de agosto de 2013 entrando la primera posición de la tabla con £2.4 millones de libras. Estrenada en 911 pantallas de Rusia abrió con $1.7 millones, suponiendo el 36.2 % de lo acumulado en dicho territorio. En Alemania debutó en tercera posición con $1.1 millones, por detrás del otro estreno de la semana, Despicable Me 2. En España el monto total fue de $0.5 millones tras siete semanas en cartel. Acumuló más de $229 millones, siendo el total recolectado en mercados internacionales de $70.3 millones. Fue la trigésimo tercera producción que más recaudó en 2013 tras su exhibición mundial.
Ventas para el mercado doméstico
The Heat fue estrenada por 20th Century Fox Home Entertainment en DVD y Blu-ray el 15 de octubre de 2013 en Norteamérica. Debutó en la primera posición del ranking de ventas en DVD durante su primera semana en tiendas, con 777.730 unidades vendidas y generando $13.8 millones. En su segunda semana las ventas cayeron un 58 %, llegando a los $18.7 millones. En formato Blu-ray alcanzó el segundo puesto durante su primera semana, vendiendo 388.459 unidades. Durante su segunda semana las ventas se redujeron un 68 %, acumulando $10.9 millones de beneficio en dicho formato. Se estima que sumando las ventas en ambos formatos de reproducción el dividendo asciende a $36.5 millones, cifra adicional a lo obtenido en taquilla.

### Respuesta crítica
The Heat recibió críticas positivas. El film ostenta un 66 % de comentarios positivos en Rotten Tomatoes, basado en 163 comentarios con una media de 6.2 sobre 10, con el siguiente consenso: "The Heat es predecible, pero Melissa McCarthy es comprobadamente divertida y Sandra Bullock supone el contrapunto perfecto". Metacritic, que asigna una media ponderada, otorgó a la película un 60 % de comentarios positivos, basado en 37 críticas.
Peter Travers de Rolling Stone le otorgó 2 estrellas y media sobre 4, aclarando que «sólo hay dos razones para ver The Heat. Pero son dos razones formidables, que responden a los nombres de Sandra Bullock y Melissa McCarthy"». Por su parte, Claudia Puig escribió en el USA Today que «The Heat es la mejor comedia femenina de policías desde, bueno, desde siempre». A. O. Scott alabó la química entre las protagonistas pero criticó el guion y la ejecución señalando que «la volátil química entre Bullock y McCarthy es digna de observar, sosteniendo The Heat a pesar de su floja concepción y su descuidada ejecución».
Por otro lado Stephanie Zacharek fue más severa, escribiendo sarcásticamente que «si nunca has visto a Sandra Bullock expulsar un cacahuete por la nariz, y te gustaría verlo, ésta es tu película». Calificándola con 2 de 5 estrellas John Urbancich señaló que la cinta tenía «unos valores de producción pobres, montaje de mala calidad, y demasiados clichés –todo suena a ya visto antes- que incluso ni Sandra Bullock y Melissa McCarthy pueden salvar». Por su parte, el crítico británico Guy Lodge incluyó The Heat en su lista de las diez mejores películas del año. En España, Jordi Costa del diario El País señaló que «no alcanza la perfección, pero deja el testimonio de un combate interpretativo valioso y cargado de matices». Antonio Trashorras de la revista Fotogramas la describió como «indudablemente graciosa». Por su parte, Toni Vall escribió para la revista Cinemanía que «entre las dos de vez en cuando sueltan alguna sandez carcajeante, pero si un tinglado tan endeble –a ratos parece un documental de Michael Moore, cargado de sujetos extremos– se encarama hasta los 117 minutos, el error de cálculo es evidente».

### Premios
| Año  | Premio                                    | Categoría                               | Persona(s)                      | Resultado  |
| ---- | ----------------------------------------- | --------------------------------------- | ------------------------------- | ---------- |
| 2013 | Alliance of Women Film Journalists        | Actriz que más necesita un nuevo agente | Melissa McCarthy                | Candidata  |
| 2014 | Broadcast Film Critics Association Awards | Mejor comedia                           | Mejor comedia                   | Candidata  |
| 2014 | Broadcast Film Critics Association Awards | Mejor actriz en una comedia             | Sandra Bullock                  | Candidata  |
| 2014 | Broadcast Film Critics Association Awards | Mejor actriz en una comedia             | Melissa McCarthy                | Candidata  |
| 2014 | Premios MTV                               | Mejor interpretación cómica             | Melissa McCarthy                | Candidata  |
| 2014 | People's Choice Awards                    | Comedia favorita                        | Comedia favorita                | Ganadora   |
| 2014 | People's Choice Awards                    | Actriz de comedia favorita              | Sandra Bullock                  | Ganadora   |
| 2014 | People's Choice Awards                    | Actriz de comedia favorita              | Melissa McCarthy                | Candidata  |
| 2014 | People's Choice Awards                    | Pareja favorita                         | Sandra Bullock Melissa McCarthy | Candidatas |
| 2013 | Teen Choice Awards                        | Choice Summer Movie: Comedy             | Choice Summer Movie: Comedy     | Candidata  |
| 2013 | Teen Choice Awards                        | Choice Movie Star: Female               | Sandra Bullock                  | Ganadora   |
| 2013 | Teen Choice Awards                        | Choice Movie Star: Female               | Melissa McCarthy                | Candidata  |
| 2013 | Teen Choice Awards                        | Choice Movie: Chemistry                 | Sandra Bullock Melissa McCarthy | Ganadoras  |
| 2013 | Teen Choice Awards                        | Choice Movie: Hissy Fit                 | Melissa McCarthy                | Candidata  |
| 2013 | St. Louis Film Critics Association Award  | Mejor comedia                           | Mejor comedia                   | Candidata  |
| 2013 | Women Film Critics Circle                 | Mejor actriz de comedia                 | Melissa McCarthy                | Ganadora   |

## Secuela
Debido al éxito de taquilla que esperaba el estudio antes del estreno de la cinta, 20th Century Fox firmó un acuerdo con la guionista Katie Dippold para que escribiera una segunda parte. Durante la presentación del film en Nueva York Melissa McCarthy y Paul Feig declararon que no les importaría participar en una secuela, McCarthy dijo que: "estaría encantada de trabajar nuevamente con este grupo de personas". "Me gustaría tener de nuevo a estas dos mujeres, me gustaría verlas luchando contra el crimen y haciendo reír a la gente en otras situaciones, así que crucemos los dedos", señaló Feig. Sandra Bullock se mostró más reticente a interpretar una segunda vez a Sarah Ashburn. Posteriormente declaró que: "nunca digas nunca pero ahora mismo no me lo puedo imaginar. No quiero arruinar lo que Melissa y yo hemos hecho". También argumentó que había aprendido la lección ya que sus segundas partes anteriores, Speed 2: Cruise Control (1997) y Miss Congeniality 2: Armed and Fabulous (2005), decepcionaron en taquilla. "Si tú miras mi trabajo anterior en secuelas nada ha sido exitoso", dijo.